# Тесторе, Паоло
Паоло Тесторе (итал. Paolo Antonio Testore; 1690, Милан — 1760, Милан) — итальянский мастер струнных инструментов. В России известен тем, что на его альте играет Юрий Башмет.

## Разночтения в датах жизни
В различных источниках можно встретить разные версии дат жизни Паоло Тесторе. Итальянская энциклопедия приводит даты 1690—1760, на 1690 год как год рождения мастера указывает и статья 1973 года в журнале The Strad. Однако Музыкальный словарь Гроува указывает даты 1700—1767.

## Альт Юрия Башмета
Музыкант приобрёл альт 1758 года работы Паоло Тесторе в 1972 году за полторы тысячи рублей и играет на нём до сих пор.